# Pfriemenschnecke
Die Pfriemenschnecke (Terebra subulata) ist eine Schnecke aus der Familie der Schraubenschnecken, die im Indopazifik verbreitet ist und Vielborster (Polychaeta) frisst.

## Merkmale
Terebra subulata trägt ein langes und schlankes, spitz turmförmiges Schneckenhaus mit etwa 25 wohl gerundeten Umgängen, das bei ausgewachsenen Schnecken 9 bis 17 cm Länge erreicht. Bei einer Länge von etwa 11,5 cm ist das Gehäuse 1,6 cm breit und die Gehäusemündung etwa 1,6 cm lang. Die äußere Lippe der sehr kleinen Gehäusemündung ist dünn, die Spindel gefaltet, die Fasciole flach und der vordere Kanal abgeschnitten und gebogen. Das Gehäuse ist mit feinen, axial verlaufenden Fäden und spiralig verlaufenden, unregelmäßigen, schwachen Rillen skulpturiert, wobei der Bereich unter der Naht zu einem spiraligen Band erhoben ist. Die Oberfläche der Schale ist kremfarben mit einem charakteristischen Muster aus auf den Umgängen des Gewindes zwei Reihen, auf dem Körperumgang drei Reihen dunkelbrauner, quadratischer Flecken.

## Verbreitung und Lebensraum
Terebra subulata ist im Indopazifik von der Küste Ostafrikas und Madagaskars bis ins östliche Polynesien, nördlich bis Japan und Hawaii und südlich bis Australien (Queensland) verbreitet. In Indien ist sie an den Küsten von Lakshadweep, Tamil Nadu (Chennai), Golf von Mannar (Krusadai-Inseln) und den Andamanen recht häufig anzutreffen. Sie lebt in der Gezeitenzone und etwas darunter bis in Meerestiefen von etwa 10 m auf sandigen Untergründen.

## Entwicklungszyklus
Wie alle Schraubenschnecken ist Terebra subulata getrenntgeschlechtlich, und das Männchen begattet das Weibchen mit seinem Penis. Die Veliger-Larven schwimmen frei, bevor sie niedersinken und zu kriechenden Schnecken metamorphosieren.

## Ernährung
Terebra subulata ernährt sich von sandbewohnenden Vielborstern (Polychaeta) und Eichelwürmern, die sie mit ihren hohlnadelartigen Radulazähnen sticht und durch Giftinjektion lähmt. Das Gift wirkt auf Ringelwürmer und Fadenwürmer, nicht jedoch auf Wirbeltiere. An der Küste Guams wurde der Spionide Laonice cirrata als Beutetier nachgewiesen.